# Texturperspektive
Die Texturperspektive (auch Texturgradient, abnehmende Detailschärfe, Strukturperspektive; englisch: texture gradient, texture perspective, structural perspective) beschreibt die Veränderung von detailreichen Texturen (Strukturen und Muster von Oberflächen) im Vordergrund zu weniger detailreichen Texturen im Hintergrund. Die einzelnen Elemente der Oberflächenstrukturen rücken mit zunehmender Entfernung dichter zusammen und werden kleiner, kontrastärmer und undeutlicher, bis sie schließlich ununterscheidbar, einfarbig-flächig werden. Die Texturperspektive ist eine weit verbreitete Methode in Fotografie und Kunst.

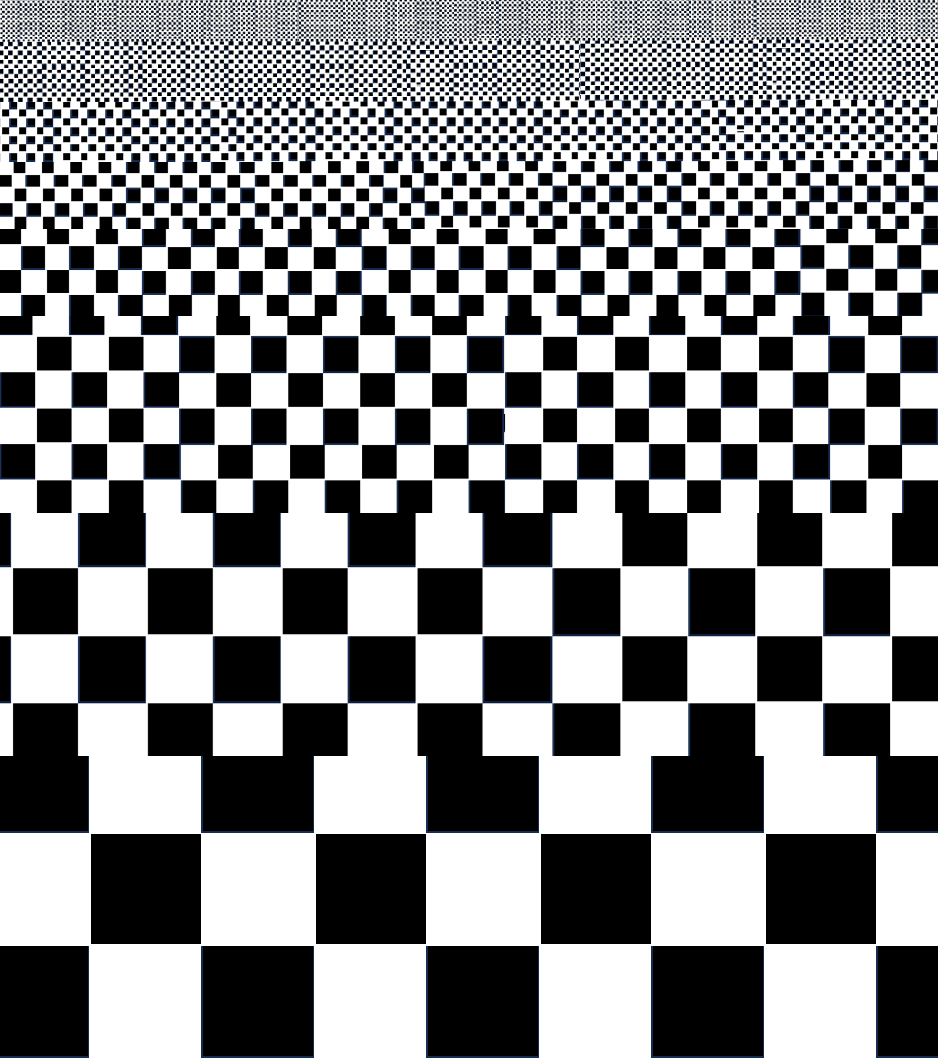
Die Texturperspektive mit dem nach oben kleiner werdenden Schachbrettmuster erzeugt eine Tiefenwirkung.
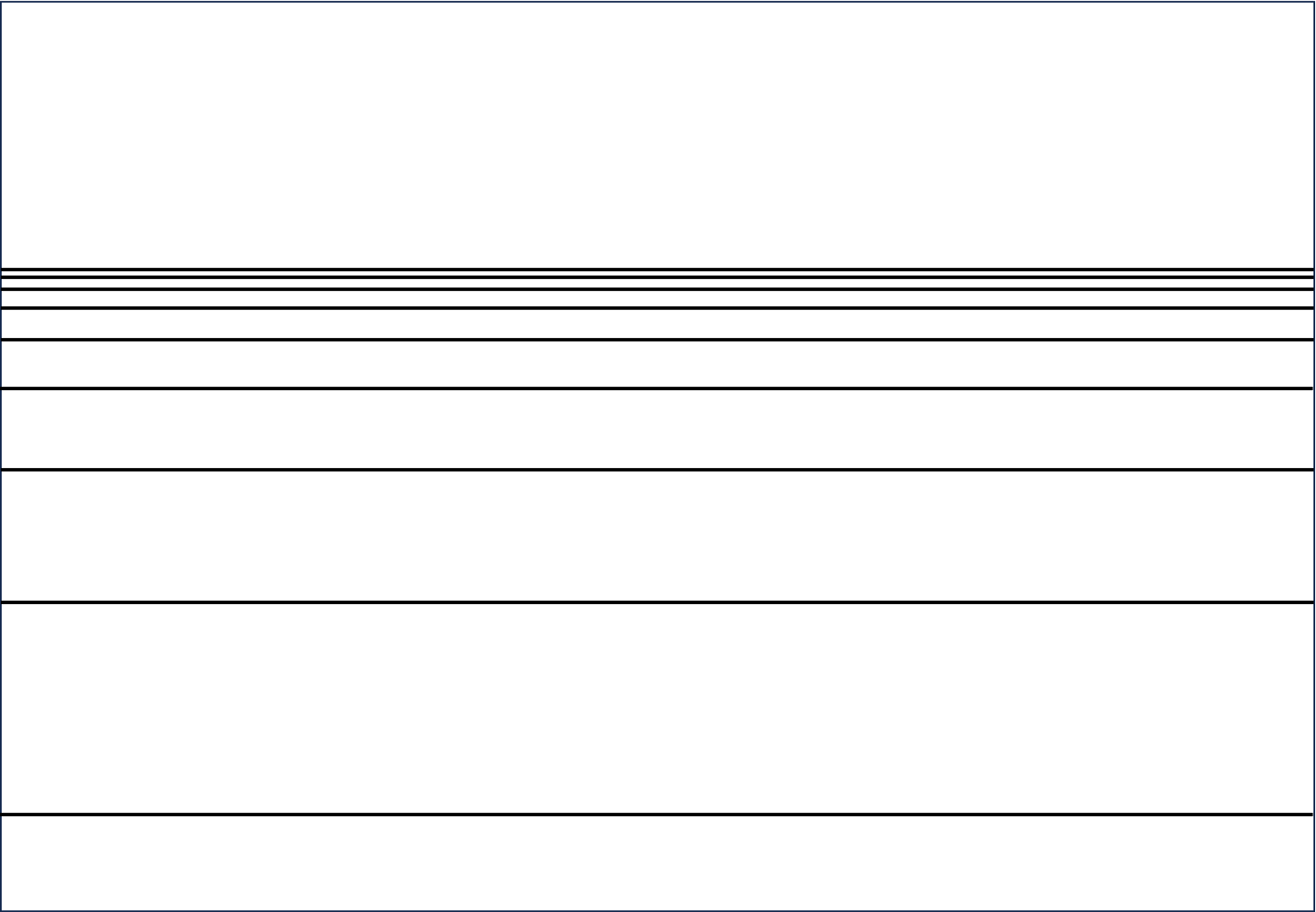
Die Linien rücken nach oben hin dichter zusammen – eine Höhenstaffelung mit kleiner werdenden Abständen der Bildteile.
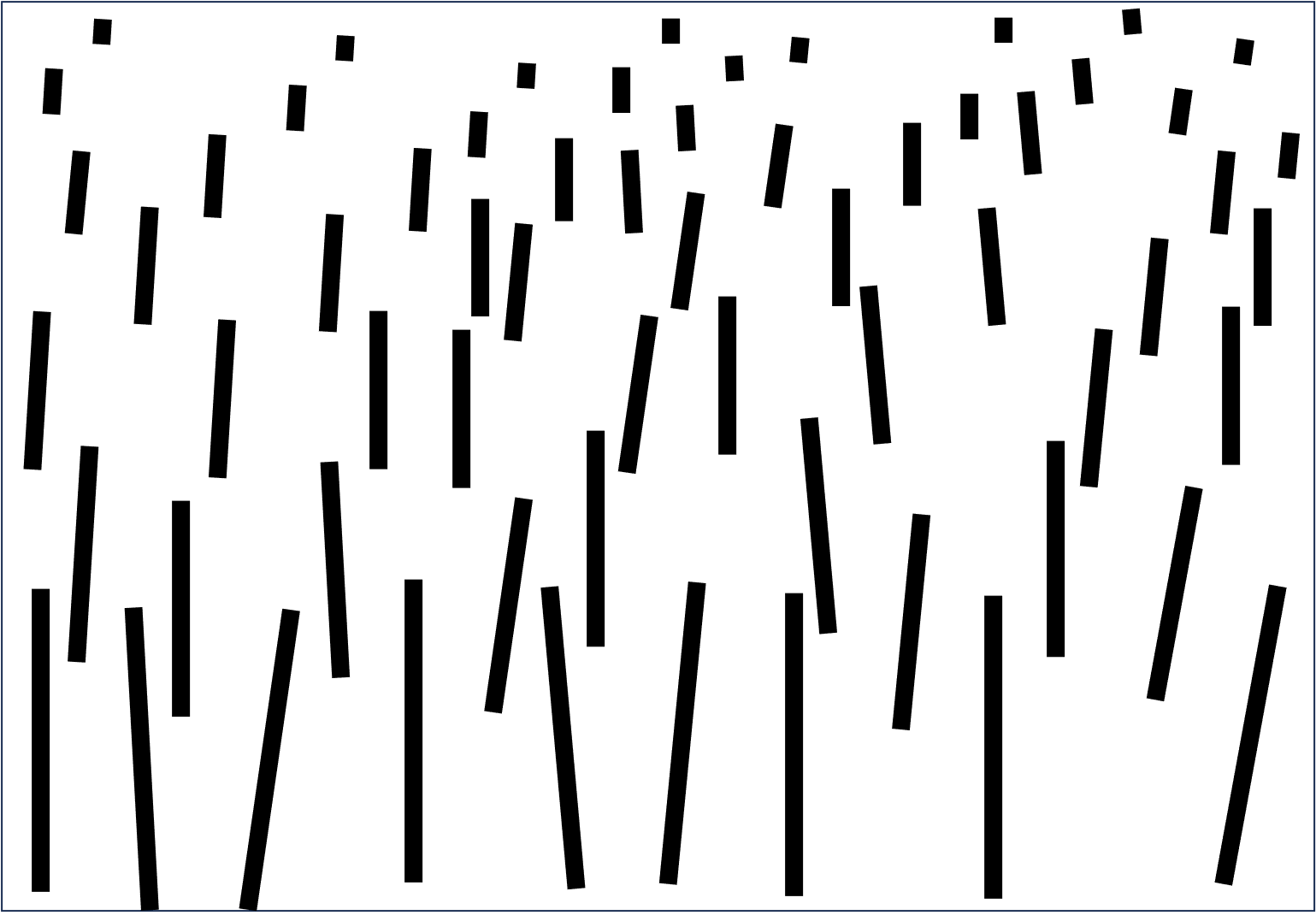
Die Linien sind oben kürzer als unten – eine Kombination aus Größenperspektive und Höhenstaffelung.
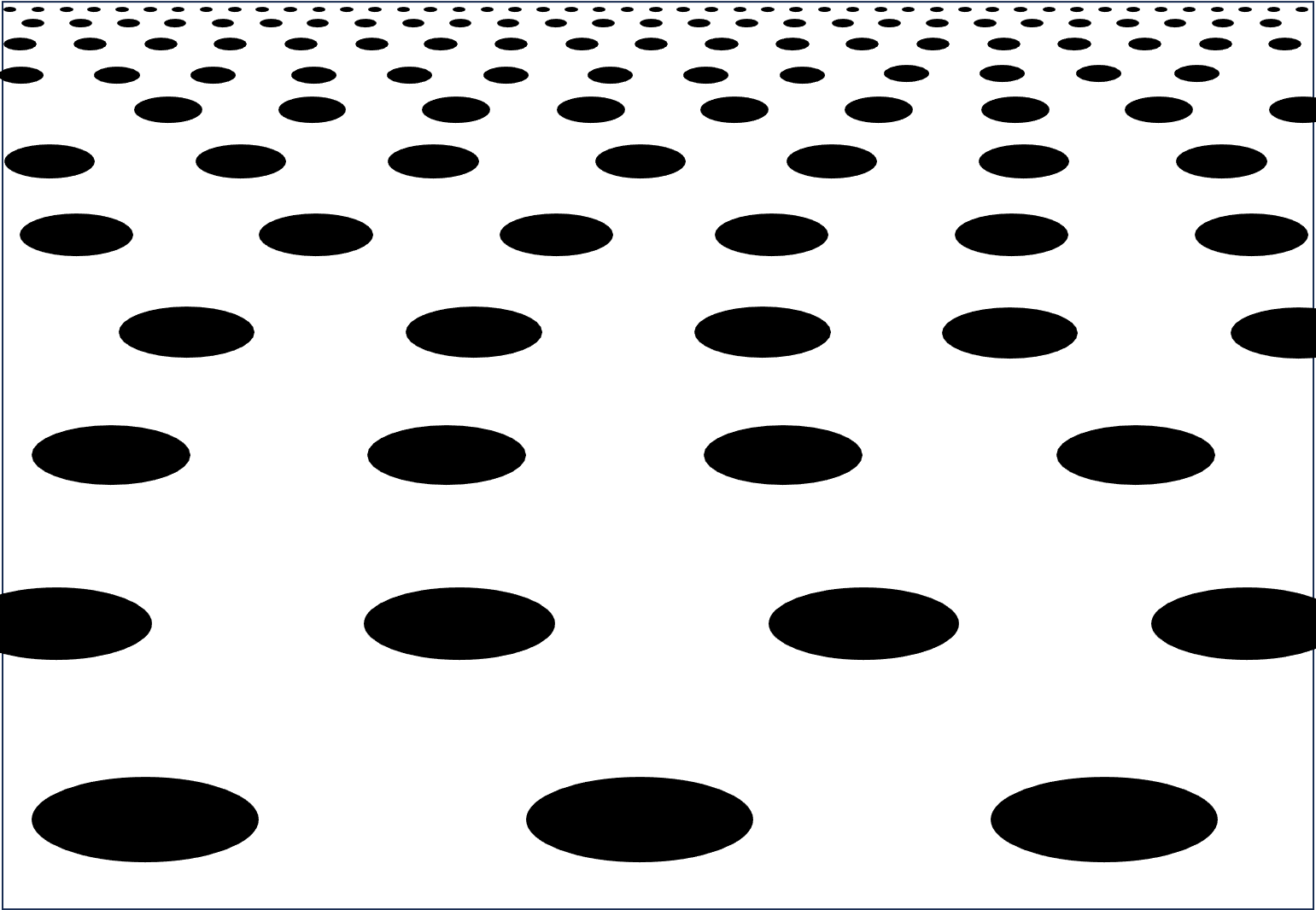
Die Ovale (perspektivisch verkürzte Kreise) werden nach oben hin kleiner und rücken dichter zusammen.

## Visuelle Wahrnehmung
Bedingt durch das beschränkte (räumliche) Auflösungsvermögen des Auges, nimmt unser Sehapparat Objekte, die sich in der Nähe befinden, detailreicher, deutlicher, größer, klarer und kontrastreicher wahr als in der Ferne. Beispielsweise lassen sich die Rillen an unseren Fingerkuppen von Nahem erkennen, aber bereits bei ausgestrecktem Arm nicht mehr. Die Texturperspektive liefert für unser visuelles System wichtige Hinweise, um daraus Schlussfolgerungen auf Entfernung und räumliche Tiefe zu ziehen.

## Anwendung in der Kunst
Die Linear-, Luft- oder Farbperspektive reichen nicht immer, um „in zweifelhaften Fällen Gewissheit über die wahren Raumverhältnisse zu verschaffen. … zum Wenigsten muss man Einsicht in die Bodenverhältnisse … haben …“ Die Texturperspektive verwenden Künstlerinnen und Künstler seit Jahrhunderten, um eine realistisch wirkende Raumdarstellung in einem zweidimensionalen Bild zu erzeugen. Strukturierte Flächen mit auffälligen Texturen erscheinen näher. Detaillierte Ansichten von Gras, Felsen, Blättern, Haaren oder Stoffmustern liegen im Vordergrund. Glatte, ruhige Flächen mit weniger auffälligen Texturen bilden den Hintergrund. Auch die Textur des Farbauftrags kann zur Tiefenwirkung beitragen. Eine lebhaft, pastos, dick und reliefhaft aufgetragene Farbe wird eher als nah empfunden als ein glatter, dünner, lasierender Farbauftrag.

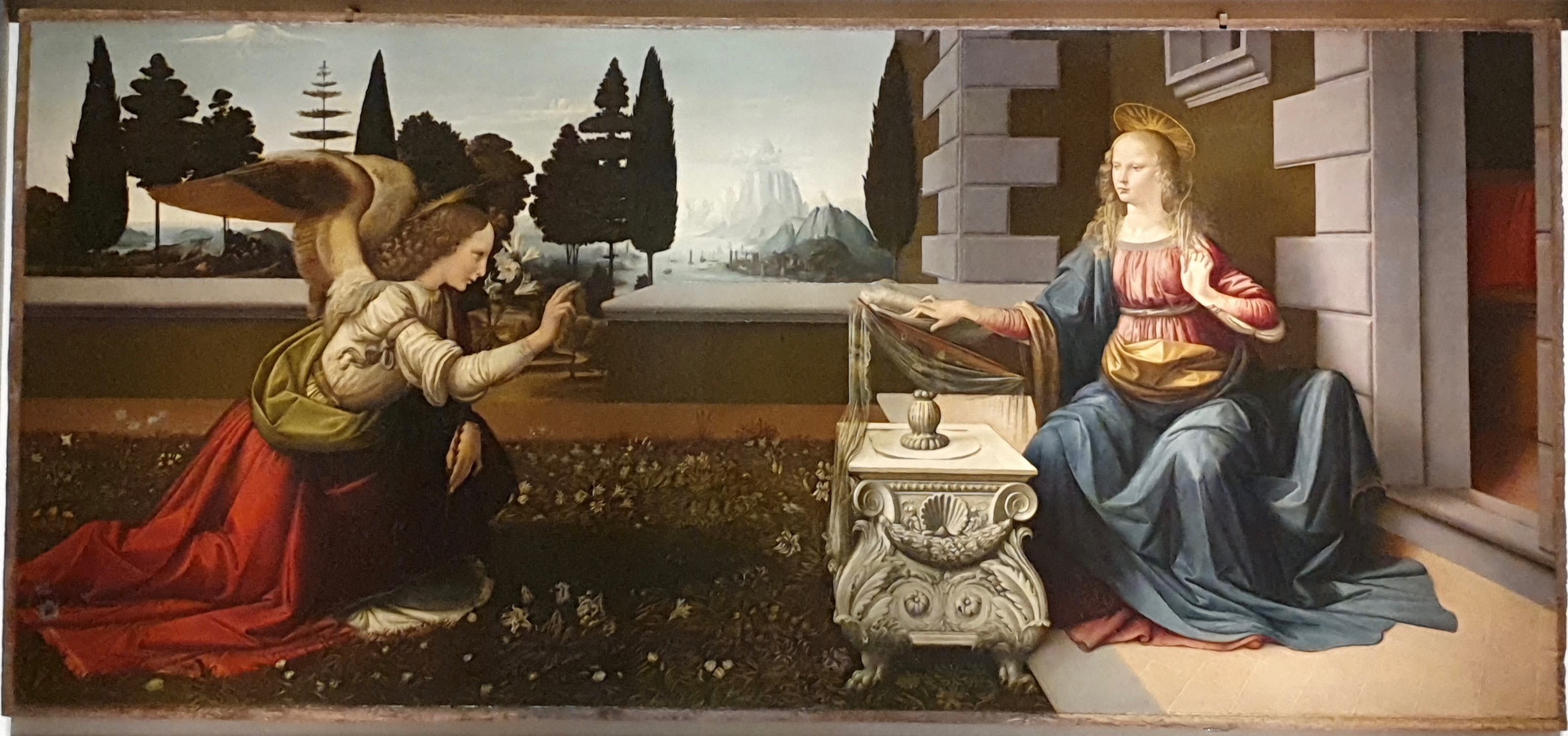
Renaissance. Der Vordergrund ist detailreich gestaltet, die Bäume im Hintergrund silhouettenhaft vereinfacht. Leonardo da Vinci: Verkündigung an Maria, etwa 1472.
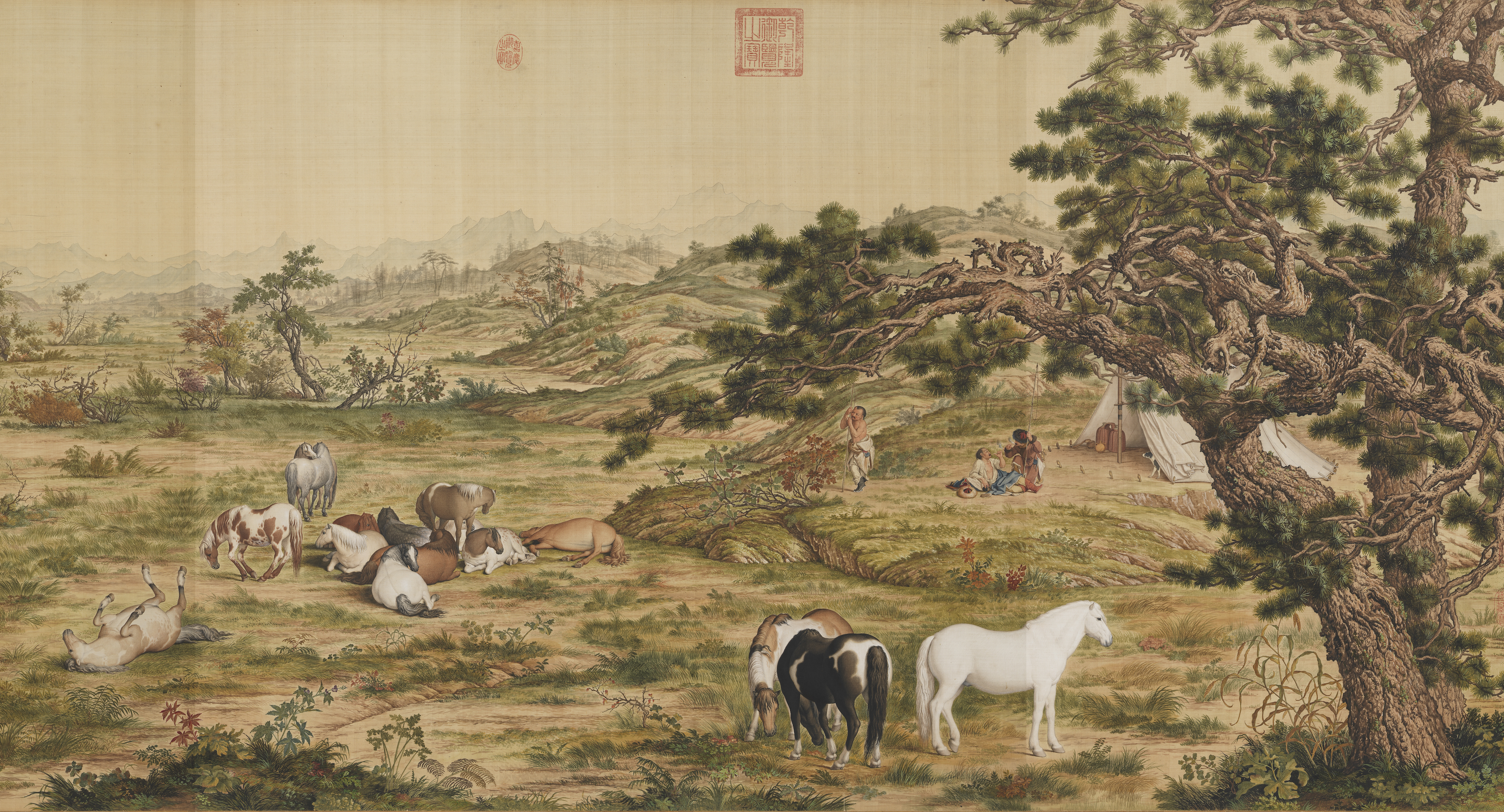
Ostasien. Baumrinde und unterschiedliche Pflanzen sind im Vordergrund deutlich zu erkennen, während die entfernten Berge flächig grau gestaltet sind. Giuseppe Castiglione: Einhundert Pferde (Teil 5), 1728.
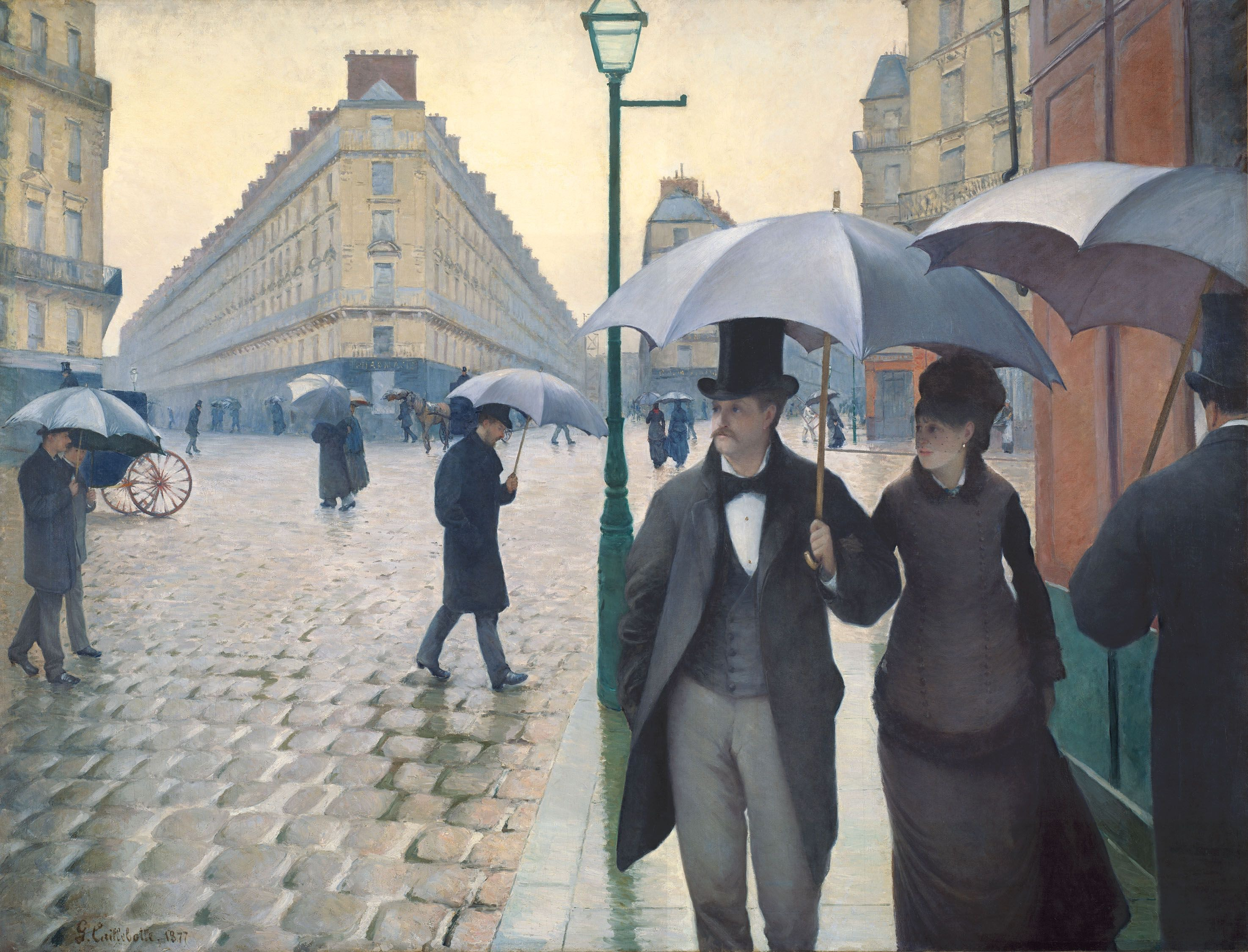
Impressionismus. Texturperspektive beim Straßenpflaster. Gustave Caillebotte: Straße in Paris an einem regnerischen Tag, 1877.
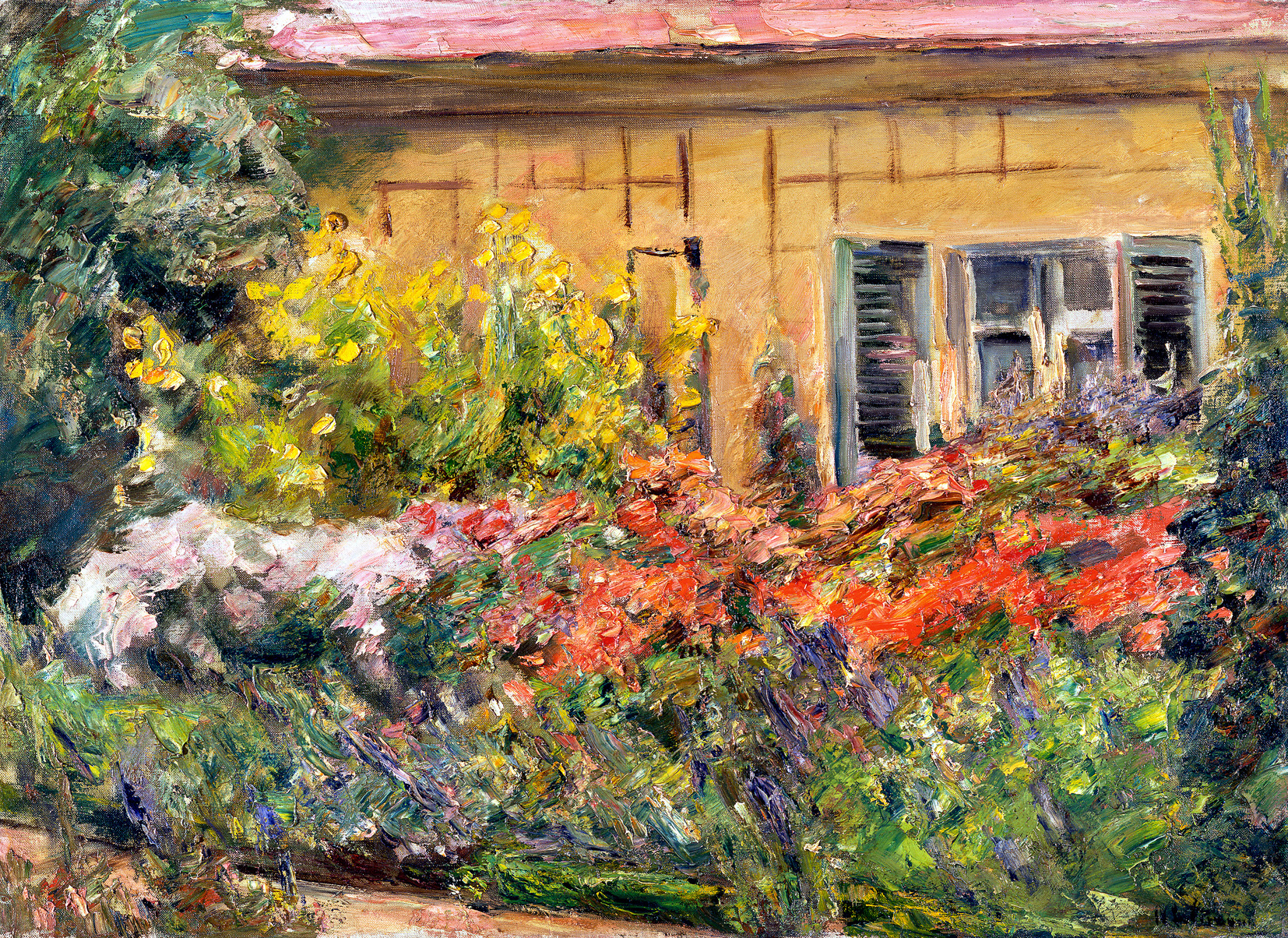
Impressionismus. Der Farbauftrag bei den Pflanzen im Vordergrund ist pastos, beim Haus im Hintergrund flach und glatt. Max Liebermann: Blumenstauden ..., 1928.

## Anwendung in der Fotografie
In der Fotografie entsteht die Texturperspektive automatisch, da beim Fotoapparat – wie beim menschlichen Auge auch – das Auflösungsvermögen begrenzt ist. Der Effekt lässt sich aber auch steuern durch die Wahl der Blende, der Fokuseinstellung oder der Distanz zum Motiv. Fotografinnen und Fotografen können beispielsweise Vordergrundelemente wie Felsen oder Pflanzen scharf und detailliert aufnehmen und den Hintergrund unscharf. Die Texturen im Hintergrund sind damit kontrastärmer und undeutlicher, was die Tiefenwirkung erhöht.

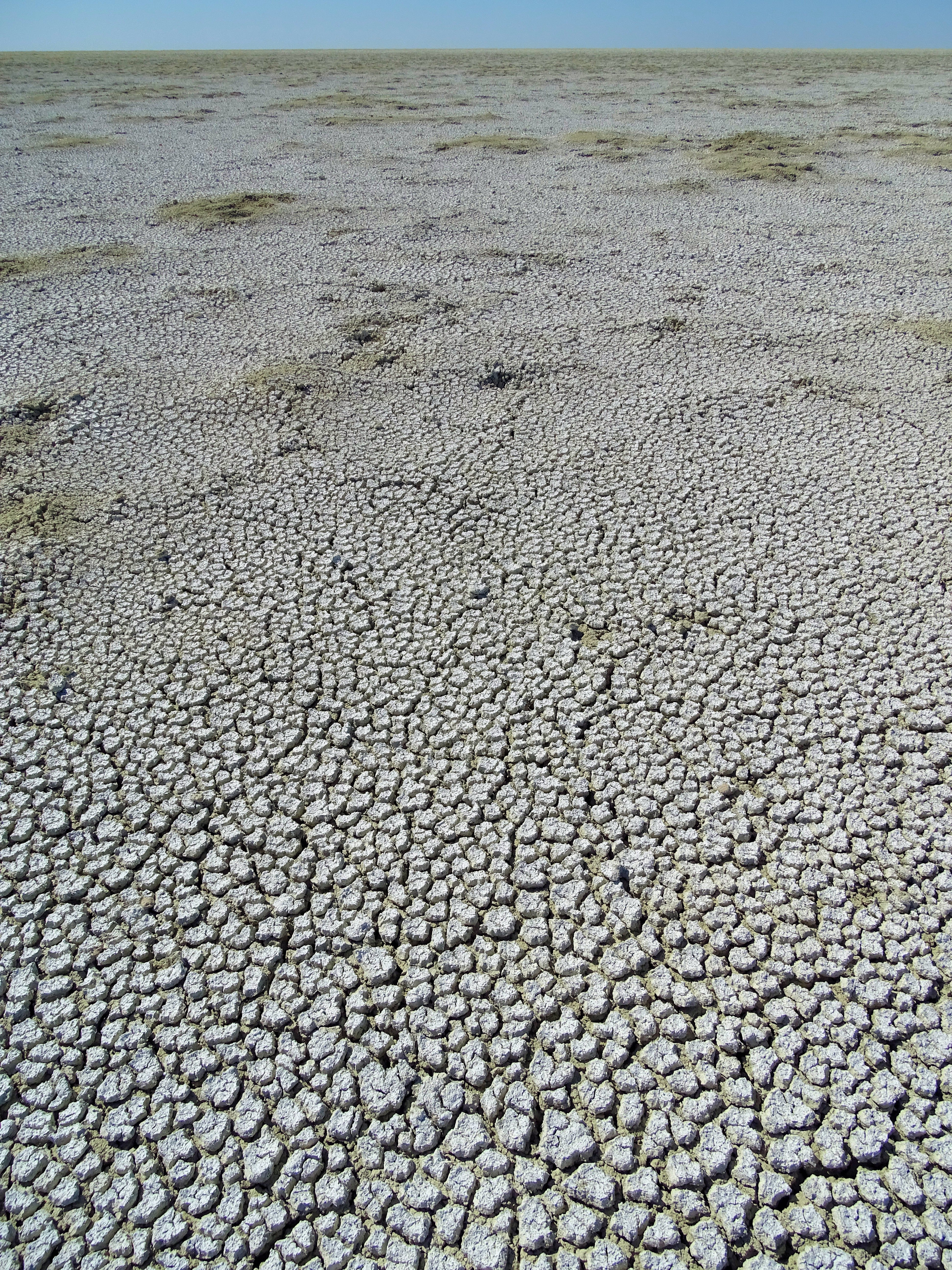
Vorne sieht man die Körnung der Salzkristalle, hinten entsteht ein einheitliches Weiß. Salzwüste in Afrika, 2015.
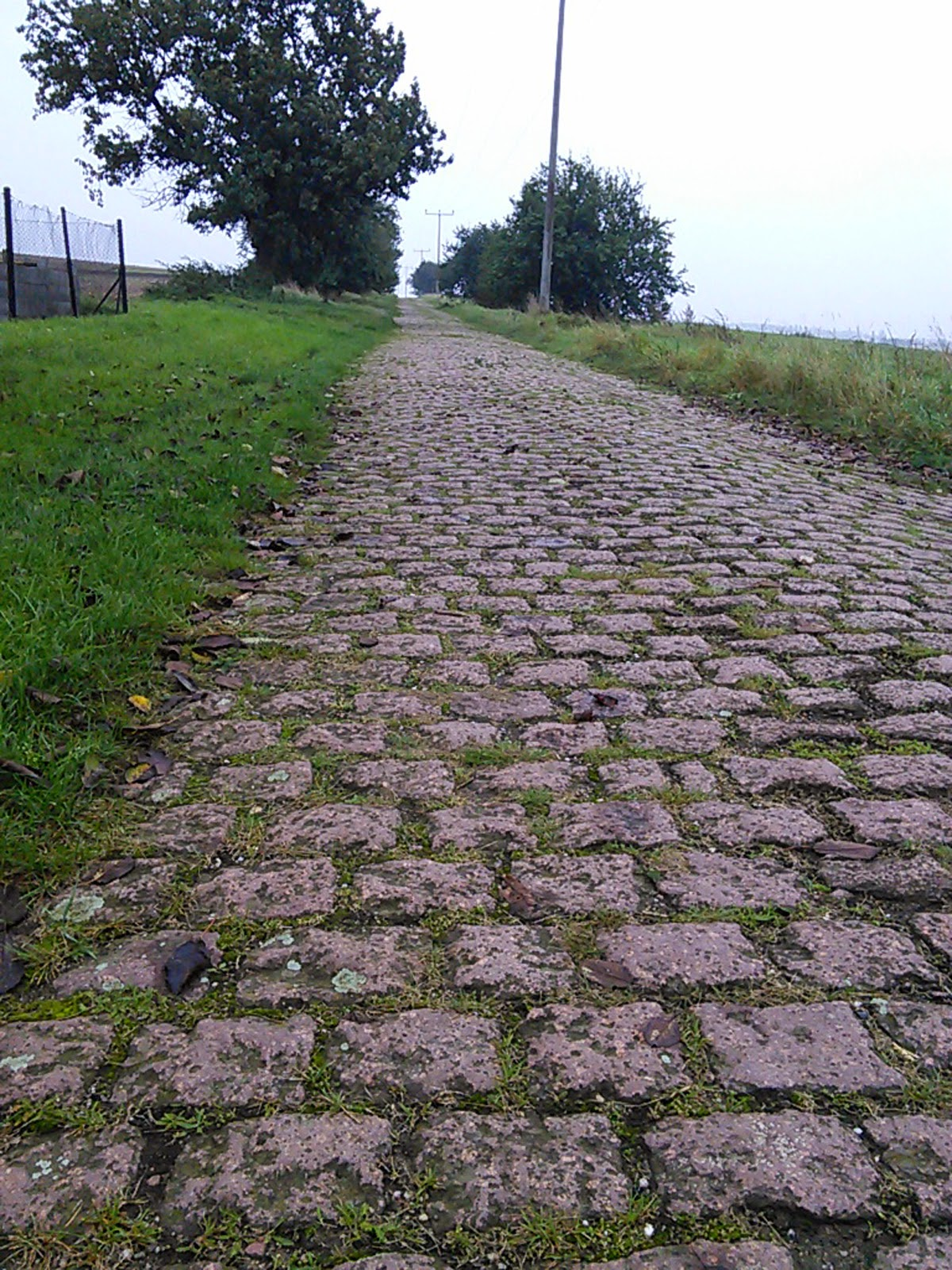
Texturperspektive bei einer Straße mit Kopfsteinpflaster. Straße in Biendorf, 2015.
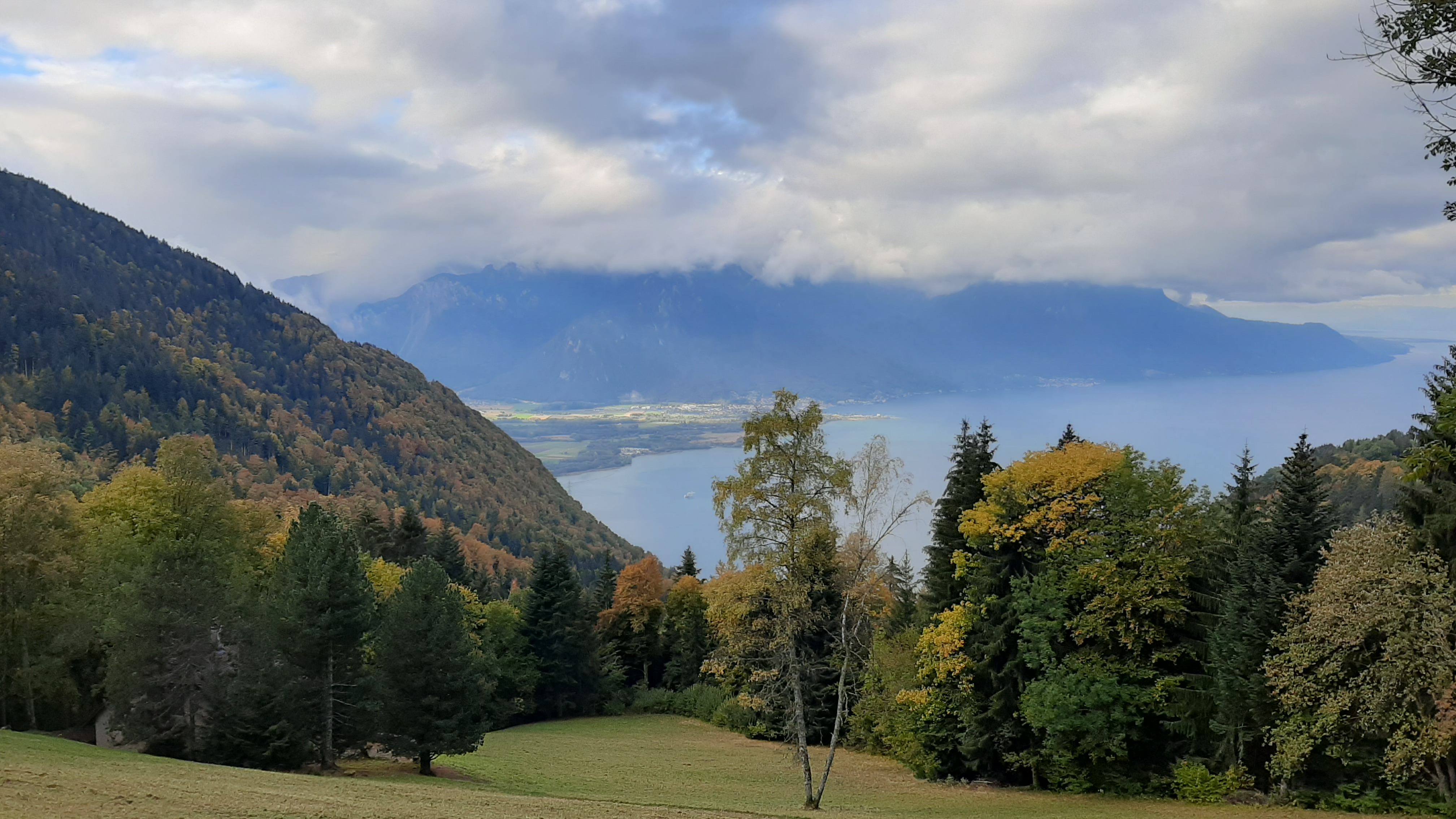
Vorne lassen sich einzelne Bäume unterscheiden, hinten sind die Berge flächig blaugrau. Blick auf den Genfer See, 2020.
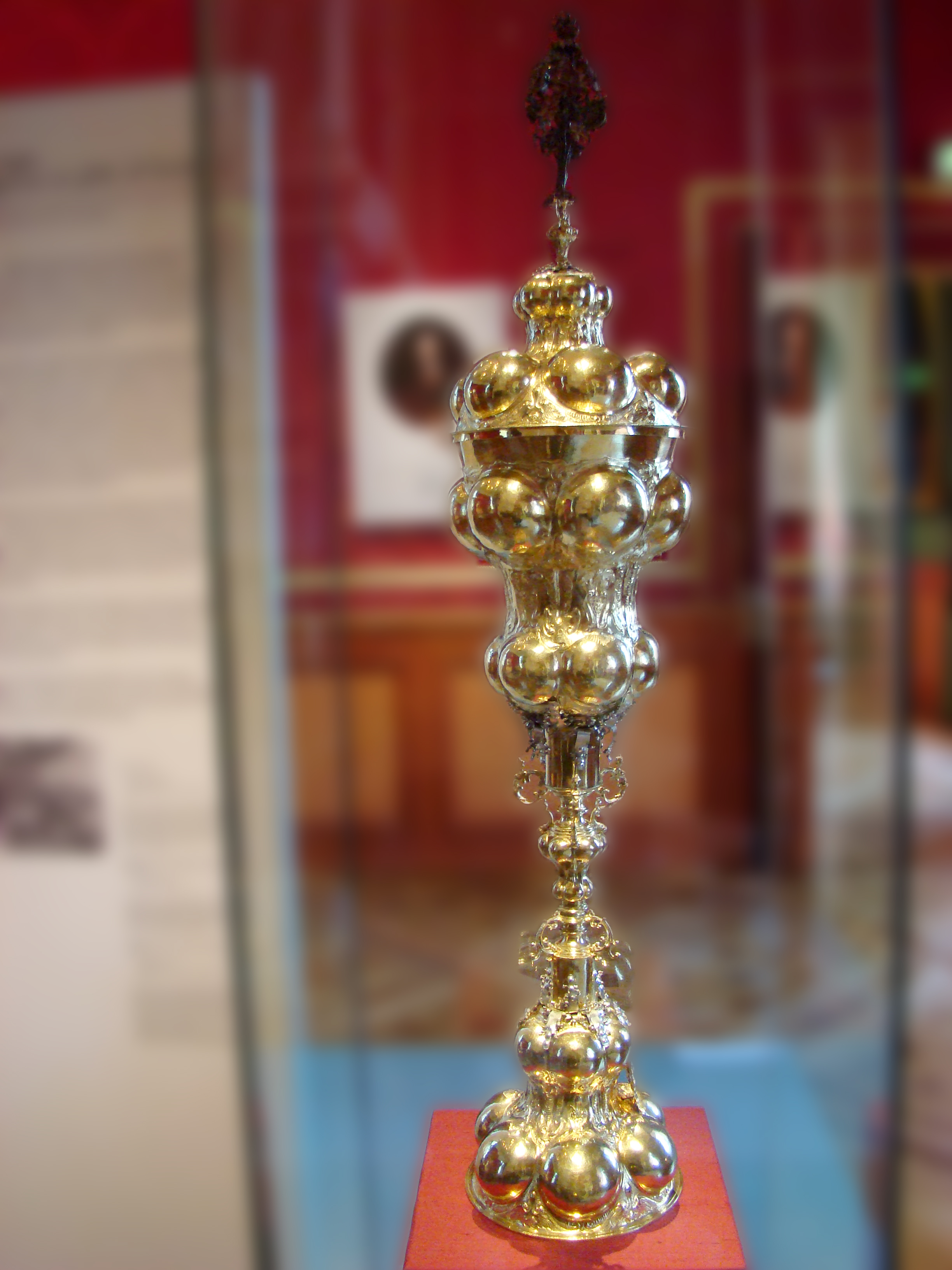
Der unscharfe Hintergrund betont die Tiefenwirkung und die Textur des Pokals. Lüneburger Pokal von etwa 1645, Fotografie 2010.